# 温斯罗普 (艾奥瓦州)
温斯罗普（英語：Winthrop）是美国艾奥瓦州布坎南縣的一座城市。城市坐标为42°28′21″N 91°44′9″W / 42.47250°N 91.73583°W。根据美国人口调查局的数据，城市总面积为0.84平方英里（2.18平方），且全为陆地。
2010年美国人口普查显示，该地共有850人，346户，228个家庭，人口密度为425.0每平方英里（164.1每平方）；种族构成中，98.7%为白人，0.1%为土著，0.2%为亚裔，0.1%来自于其他种族，0.8%来自于两个或以上种族混血；全市居民年龄中位数为38.5岁，男女性别比例分别为50.0%与50.0%。